# Satgaon
Satgaon (oficialment Saptagram) fou una antiga ciutat al districte d'Hooghly a Bengala Occidental, situada a 22° 58′ N, 88° 23′ E / 22.967°N,88.383°E a 4 km de Bandel. Fou abandonada a causa del fet que el riu Saraswati es va omplir d'arena i es va assecar en aquest punt; el 1901 consta amb només 153 habitants. El nom vol dir "set pobles" que serien Bansberia, Kristapur, Basudebpur, Nityanandapur, Sibpur, Sambachora i Baladghati.

## Història
Saptagram fou segurament conquerida per Baharam Itgin Zaffar Khan, governant de Devkot, el 1298, que hi va construir una mesquita amb restes de temples hindús, i que és la més antiga de Bengala. El 1350 la va visitar Ibn Battuta. És esmentada des del segle xv com a centre comercial visitat per àrabs, perses i turcs; al segle xvi van arribar els portuguesos: el 1535 Afonso de Melo amb 5 vaixells i 100 homes fou el primer; va oferir uns regals al sultà però aquest els va fer empresonar perquè els regals oferts eren robats. El governador de Goa va enviar missatges exigint l'alliberament però no es va produir. Chittagong fou cremada pels portuguesos i Diano Rebelo va ser enviat a Saptagram amb un contingent i el sultà Ghiasuddin Mahmud Shah, per evitar la lluita, va alliberar els portuguesos i els va concedir permís per comerciar a Chittagong i Saptagram. Es creu que el sultà buscava el suport dels portuguesos en els conflictes interns. Així des de 1535 els portuguesos es van establir a la ciutat. Quan Sher Shah Suri va atacar Saptagram els portuguesos van lluitar pel sultà, però es van retirar el 1538 i el mateix any Ghiasuddin Mahmud Shah fou derrotat. Només després de la mort de Sher Shah i de la decadència de la seva nissaga els portuguesos van poder tornar vers 1550. Diversos viatgers van descriure Saptagram a l'edat mitjana, com el venecià Cesar dei Federici que va viatjar per orient del 1563 al 1581, i el portuguès Tomé Pires, que encara que no hi va estar personalment dona diverses dades a la seva obra Suma Oriental un relat de la seva estada a Índia i Malacca (1512-1515). Els portuguesos anomenaven la ciutat Porto Pequeno mentre Chittagong era el Porto Grande. Quan l'arena va començar a obstruir el riu els portuguesos es van traslladar a Hugli (Hooghly). Quan el 1632 Hooghly fou declarat port reial, les oficines públiques es van traslladar allí i la ciutat va quedar aviat en ruïnes. Només resta l'antiga mesquita.